# Municipio de Providence (condado de Randolph)
El municipio de Providence (en inglés: Providence Township) es un municipio ubicado en el  condado de Randolph en el estado estadounidense de Carolina del Norte. En el año 2010 tenía una población de 6.786 habitantes.

## Geografía
El municipio de Providence se encuentra ubicado en las coordenadas 35°51′7.49″N 79°43′4.1″O / 35.8520806, -79.717806.